# Peachland (British Columbia)
Peachland ist eine kleine Stadt mit etwa 5000 Einwohnern im Okanagan Valley, die 1909 eingetragen wurde. Sie liegt am westlichen Ufer des Okanagan Lakes im Regional District of Central Okanagan in British Columbia, Kanada und wurde 1899 durch John Moore Robinson gegründet. Die Region war aber schon zuvor von Angehörigen der Okanagan-Indianer besiedelt gewesen.  Peachland liegt etwa eine halbe Fahrstunde südlich von Kelowna und etwa zwanzig Fahrminuten trennen sie von Summerland. Peachland gegenüber gelagert liegt Rattlesnake Island, die Heimat des Ungeheuers Ogopogo sein soll. Die Entfernung von der größten Stadt der Provinz British-Columbia Vancouver beträgt rund 370 Kilometer. Die Gemeindefläche beträgt 16 km²

## Demographie
Der Zensus im Jahr 2011 ergab für die Distriktgemeinde eine Bevölkerungszahl von 5.200 Einwohnern. Die Bevölkerung der Stadt hatte dabei im Vergleich zum Zensus von 2006 um 6,5 % zugenommen, während die Bevölkerung in Britisch Columbia gleichzeitig um 7,0 % anwuchs.

## Politik
Peachland gehört zum Wahlbezirk Okanagan—Coquihalla, der derzeit von dem konservativen kanadischen Abgeordneten Dan Albas gehalten wird. Im Provinzparlament British Columbias gehört Peachland zum Wahlbezirk Okanagan-Westside und wird dort von MLA Bill Barisoff vertreten, der der British Columbia Liberal Party angehört. Der kommunalen Verwaltung von Peachland stehen der Bürgermeister (derzeit Mayor Cindy Fortin) und sechs Beisitzer vor. Diese werden jeweils für drei Jahre gewählt.

## Wirtschaft
Durch das günstige Klima ist der Anbau von Wein möglich. Hainle Vineyards waren 1978 die ersten Produzenten von Eiswein in Nordamerika.
Greata Ranch Vineyards ist nicht nur aufgrund ihres Weines bekannt, sondern wegen des Eigentümers, dem ehemaligen kanadischen Senator Ross Fitzpatrick.

## Verkehr
Die Gemeinde liegt am Highway 97. Bei Peachland zweigt der Highway 97C von diesem ab.
Öffentlicher Personennahverkehr wird örtlich/regional durch das „Kelowna Regional Transit System“ angeboten, welches von BC Transit in Kooperation betrieben wird. Das System bietet auch Verbindungen von Peachland nach West Kelowna und Kelowna.